# Еммануель Бурдьє
Еммануе́ль Бурдьє́ (фр. Emmanuel Bourdieu; нар. 6 квітня 1965, Париж, Франція) — французький кінорежисер, сценарист і драматург. Лауреат премії Жана Віго і Гран-прі програми «Тиждень критиків» Каннського міжнародного кінофестивалю .

## Біографія
Еммануель Бурдьє народився 6 квітня 1965 року в Парижі у сім'ї філософа і соціолога П'єра Бурдьє. Закінчив Вищу нормальну школу, де вивчав лінгвістику і філософію. Творчий шлях починав як театральний постановник і драматург. Для кіно став писати з середини 1990-х, виступивши співавтором сценарію фільму «Як я обговорював... (моє сексуальне життя)» режисера Арно Деплешена.
Як кінорежисер дебютував у 2001 році двома короткометражними роботами — документальною Три театри та ігровою Кандидатура. За останню був відзначений премією Жана Віго. Ігровий повнометражний дебют — Зелений рай (2003) — відзначено призом ФІПРЕССІ на кінофестивалі в Женеві.
З другою повнометражною стрічкою «Отруйні дружби» (2006) брав участь у паралельній програмі «Тиждень критиків» Каннського кінофестивалю і здобув три нагороди, в тому числі Гран-прі програми.
Як актор з'явився на кіноекрані у стрічці Ежена Гріна «Міст Мистецтв» (Le pont des Arts, 2004).

## Фільмографія
Режисер
- 2001 — Три театри / Les trois théâtres (документальний, короткометражний)
- 2001 — Кандидатура / Candidature (короткометражний)
- 2003 — Зелений рай / Vert paradis
- 2006 — Отруйні дружби / Les amitiés maléfiques
- 2008 — Вторгнення / Intrusions
- 2011 — Дрюмон, історія французького антисеміта / Drumont, histoire d'un antisémite français (ТБ)

Сценарист
- 1996 — Як я обговорював... (моє сексуальне життя) / Comment je me suis disputé… (ma vie sexuelle)
- 1999 — Нова Єва / La nouvelle Ève
- 2000 — Естер Кан / Esther Kahn
- 2000 — Bronx-Barbès
- 2001 — Кандидатура / Candidature (короткометражний)
- 2003 — Гра «У компанії чоловіків» / En jouant ‘Dans la compagnie des hommes’
- 2003 — Зелений рай / Vert paradis
- 2006 — Отруйні дружби / Les amitiés maléfiques
- 2008 — Різдвяна казка / Un conte de Noël
- 2008 — Вторгнення / Intrusions
- 2011 — Дрюмон, история французского антисемита / Drumont, histoire d'un antisémite français (ТБ)
- 2015 — Бюро легенд / Le Bureau des Légendes (телесеріал)

Актор
- 2017 — Біль / La Douleur — Робер Антельм

## Визнання
| Нагороди та номінації Еммануеля Бурдьє | Нагороди та номінації Еммануеля Бурдьє                    | Нагороди та номінації Еммануеля Бурдьє   | Нагороди та номінації Еммануеля Бурдьє |
| Рік                                    | Категорія                                                 | Фільм                                    | Результат                              |
| -------------------------------------- | --------------------------------------------------------- | ---------------------------------------- | -------------------------------------- |
| Приз Жана Віго                         |                                                           |                                          |                                        |
| 2001                                   | Найкращий фільм                                           | Кандидатура                              | Перемога                               |
| Премія «Сезар»                         |                                                           |                                          |                                        |
| 2003                                   | Найкращий короткометражний фільм                          | Кандидатура                              | Номінація                              |
| 2009                                   | Найкращий сценарій                                        | Різдвяна казка (разом з Арно Деплешеном) | Номінація                              |
| Женевський міжнародний кінофестиваль   |                                                           |                                          |                                        |
| 2003                                   | Приз ФІПРЕССІ                                             | Зелений рай                              | Перемога                               |
| Каннський міжнародний кінофестиваль    |                                                           |                                          |                                        |
| 2006                                   | Гран-прі Тижня критиків                                   | Отруйні дружби                           | Перемога                               |
| 2006                                   | Приз товариства драматичних авторів і композиторів (SACD) | Отруйні дружби                           | Перемога                               |
| 2006                                   | Grand Golden Rail                                         | Отруйні дружби                           | Перемога                               |
| Національна спілка кінокритиків США    |                                                           |                                          |                                        |
| 2009                                   | Найкращий ігровий фільм                                   | Рідвяна казка                            | 2-е місце                              |